# Sumano
Sumano (Summanus en latín) era el dios de las tormentas nocturnas en la mitología romana. El nombre está formado por el prefijo "sub" (antes) y "mane" (mañana). Se asocia a Júpiter bajo la advocación de "Júpiter Sumano". A menudo es confundido con un miembro de los Manes. Al principio, había nueve dioses que provocaban el rayo. Los romanos sólo se quedaron con dos, atribuyendo a Júpiter Fulgurator los relámpagos de día y a Júpiter Sumano los relámpagos de noche. Varrón dice que Sumano era uno de los dioses sabinos adoptado por los romanos.
Se celebraba a este dios el 20 de junio, el día del solsticio de verano. Se sacrificaban dos corderos negros y se ofrecían a la estatua pasteles en forma de rueda llamados "summanalia", símbolo de la luz solar. Su templo, construido en 278 a. C. durante la guerra contra Pirro, se encontraba cerca del Circo Máximo en Roma. En 197 a. C., un rayo cayó sobre este templo. También se cuenta que el rayo cayó sobre el frontón del templo de Júpiter, partiendo la imagen de Sumano, y su cabeza se encontró en el Tíber.

## Nombre asociado
(11885) Summanus es el nombre de un asteroide descubierto en 1990, llamado así en recuerdo de este dios.